# Курита, Тоёмити
Тоёмити Курита (яп. 栗田 豊通 Курита Тоёмити, 1950, Мито, Япония) — японский кинооператор. Лауреат премии «Независимый дух» за лучшую операторскую работу в фильме «Умопомрачение».

## Биография
Родился в 1950 году в Мито, Япония. С 1974 года начал работать в кино в качестве помощника оператора. В 1981 году закончил обучение в Американском институте киноискусства. Его первым фильмом в качестве основного кинооператора стала картина 1985 года «Умопомрачение» режиссёра Алана Рудольфа. Известен по фильмам «Табу» режиссёра Нагисы Осимы, «Колесо фортуны» Роберта Олтмена, а также по сотрудничеству с кинорежиссёром Тайлером Перри.

## Избранная фильмография
- 1985 — Умопомрачение / Trouble In Mind (реж. Алан Рудольф)
- 1988 — Модернисты / The Moderns (реж. Алан Рудольф)
- 1989 — Дорога на пау-вау / Powwow Highway (реж. Джонатан Уэкс)
- 1991 — Ярость в Гарлеме / A Rage In Harlem (реж. Билл Дьюк)
- 1995 — В ожидании выдоха / Waiting to Exhale (реж. Форест Уитакер)
- 1996 — Бесконечность / Infinity (реж. Мэттью Бродерик)
- 1999 — Колесо фортуны / Cookie’s Fortune (реж. Роберт Олтмен)
- 1999 — Табу / 御法度 (реж. Нагиса Осима)
- 2006 — Отпечаток / Imprint (реж. Такаси Миикэ)
- 2006 — Воссоединение семьи Мэдеи / Madea’s Family Reunion (реж. Тайлер Перри)
- 2007 — Папина дочка / Daddy’s Little Girls (реж. Тайлер Перри)
- 2007 — Сукияки Вестерн Джанго / Sukiyaki Western Django (реж. Такаси Миикэ)
- 2007 — Зачем мы женимся? / Why Did I Get Married? (реж. Тайлер Перри)
- 2008 — Семья охотников / The Family That Preys (реж. Тайлер Перри)
- 2010 — Зачем мы женимся снова? / Why Did I Get Married Too? (реж. Тайлер Перри)
- 2011 — Большая счастливая семья Мэдеи / Madea’s Big Happy Family (реж. Тайлер Перри)

## Награды и номинации
- Премия «Независимый дух» за лучшую операторскую работу
  - Лауреат 1986 года за фильм «Умопомрачение»[3]
  - Номинировался в 1989 году за фильм «Модернисты»[3]
  - Номинировался в 1990 году за фильм «Дорога на пау-вау»[3]

- Номинировался на Премию Японской киноакадемии в 2000 году за операторскую работу в фильме «Табу»[3]
- Лауреат Кинофестиваля в Сиджесе в 2007 году за лучшую операторскую работу в фильме «Сукияки Вестерн Джанго»[3]